# Clive Calder
Clive Calder (* 13. Dezember 1946 in Johannesburg, Südafrika) ist ein südafrikanischer Unternehmer und Musikproduzent.

## Leben
Calder spielt seit frühester Jugend Bassgitarre und begann in Bands in Johannesburg zu spielen. 1971 startete er seine erste Schallplattenfirma. 1975 wechselte er seinen Wohnsitz und zog nach London. 1977 gründete er das Unternehmen Zomba Label Group. Es folgte die Gründung des Unternehmens Jive Records. 1996 veräußerte Calder 20 Prozent seiner Aktien an das deutsche Unternehmen Bertelsmann, 2001 folgte der Rest an Aktien. Nach Angaben des US-amerikanischen Forbes Magazine gehört Calder zu den reichsten Briten. Calder ist verheiratet, hat zwei Kinder und lebt gegenwärtig auf den Cayman Islands.